# مركز نور الإسلام للتعليم العالي
مركز نور الإسلام للتعليم العالي ( المالايالامية: നൂറുൽ ഇസ്ലാമിക് സെന്റർ ഫോർ ഹയർ എജ്യൂക്കേഷൻ، (بالتاميلية: நூருல் இஸ்லாம் உயர் கல்வி மையம்)‏ كلية نور الإسلام للهندسة سابقًا، هي مؤسسة تعليمية مختلطة خاصة في كوماراكوفيل، ثوكالاي، منطقة كانياكوماري، تاميل نادو، الهند. تأسست المؤسسة عام 1989م من قبل الدكتور أ.ب. مجيد خان، وأعلنت وزارة تنمية الموارد البشرية في الحكومة الهندية، باعتبارها جامعة في 8 ديسمبر 2008م. يديره الآن مركز نور الإسلام للتعليم العالي.

## الحالة
حصلت الموافقة على إنشاء الجامعة من قبل لجنة المنح الجامعية، ومجلس عموم الهند للتعليم الفني وهي معتمدة من قبل المجلس الوطني للتقييم والاعتماد. منحت درجة عالية شاملة من قبل المجلس الوطني للتقييم والاعتماد. وفقًا لتصنيف إطار التصنيف المؤسسي الوطني، احتل مركز نور الإسلام للتعليم العالي المرتبة 544 اعتبارًا من تصنيفهم 2017  بين 819 جامعة في الهند.

## الأكاديميون والأبحث

### القبول
يتبع مركز نور الإسلام للتعليم العالي نظام القبول القائم على امتحان القبول والمقابلة، حيث يمكن للطلاب ذوي المستوى الجيد أكاديميا الانضمام. يجرى اختبار القبول السنوي، وهو امتحان نور الإسلام للامتحان. يقبل الطلاب بناء على أساس اجتياز هذا الامتحان.

### التنظيم الأكاديمي والاعتماد
المؤسسة حاصلة على شهادة آيزو 9001: 2000.
قام مركز نور الإسلام للتعليم العالي بدمج تخصصات مختلفة في سبع مدارس للتميز. حصلت الجامعة على الاعتماد من قبل مجموعة من مجالس الاعتماد بما في ذلك منظمة الاعتماد الدولية، وإن بي إي في نيودلهي، ومعهد المهندسين (في الهند). اعترف بالجامعة باعتبارها مؤسسة تعليم معترف به في الهند، وذكل في عام 2008م. اعتمدت جميع البرامج بالمؤسسة من قبل آرتفيشيال فيجوال ذي إمبلانت دفايس. ونالت جائزة تعميم العلوم للمؤسسة من قبل حكومة تاميل نادو 2002م. منحت براءة اختراع للابتكار الجديد (جهاز زرع بصري اصطناعي) على براءة اختراع باسم نيس وذلك حتى 2024م.

## الحرم الجامعي
يقع مركز نور الإسلام للتعليم العالي مقابلا للواجهة الصخرية لفيليمالي. المكان الدقيق هو كوماراكويل، وهو جزء من تلال غات الغربية. يقع مركز نور الإسلام للتعليم العالي على بعد مسافة قصيرة فقط من معبد الرب فيلمور الشهير في كوماراكويل. إنه 15 فقط   كم من ناغركويل، مقر مقاطعة ضاحية كنيامري، وعلى مسافة 1.5 كم من إن إتش 47.
يقع نزل النساء في حرم المعهد، في حين يقع نزل الرجال وملعب كرة القدم خارج المجمع، ولكن في مكان قريب.
يشجع المعهد الرياضة من خلال توفير ملاعب كرة السلة وملعب لكرة القدم.
يوجد بالكلية حرم جامعي متصل بالشبكة، حيث توصل جميع الأقسام باستخدام شبكة الألياف البصرية لتنفيذ تبادل المعلومات والاتصال والوصول إلى التطبيق والاتصال بالإنترنت من خلال (فسات). هناك واي فاي لكامل المنطقة في الحرم الجامعي وفي النزل.
توفر محطة فضائية وتوفر مرافق مؤتمرات الفيديو. توجد قاعة في أعلى مبنى الحرم الجامعي باسم «قاعة هيل توب».

## الإدارات
- هندسة البرمجيات
- هندسة الطيران
- هندسة الفضاء
- هندسة السيارات
- الهندسة المدنية
- هندسة علوم الحاسب
- هندسة الإلكترونيات والاتصالات
- الهندسة الكهربائية والإلكترونية
- هندسة الإلكترونيات والأجهزة
- الهندسة البحرية
- العلوم والتكنولوجيا الطبية الحيوية
- الهندسة الميكانيكية
- تكنولوجيا المعلومات
- تكنولوجيا النانو
- الدراسات الإدارية
- تطبيقات الحاسوب، والعلوم والإنسانيات.
- هندسة صيانة الطائرات، وهندسة إلكترونيات الطيران.
- تكنولوجيا الحريق وهندسة السلامة.

## المؤسسات/المنظمات التابعة لصندوق نور الإسلام التعليمي
- مركز نور الإسلام للتدريب الصناعي، أمارافيلا، تريفاندروم، كيرلا
- كلية نور الإسلام للفنون التطبيقية، بنكاريا، كانياكوماري، تاميل نادو
- مركز نور الإسلام للتعليم العالي، كوماراكويل، ثوكالاي، كانياكوماري، تاميل نادو
- كلية نور الإسلام المجتمعية، كوماراكويل، ثوكالاي، كانياكوماري، تاميل نادو
- كلية نور الإسلام للفنون والعلوم، كوماراكويل، ثوكالاي، كانياكوماري، تاميل نادو
- كلية نور الإسلام لعلوم الأسنان، أرالومودو، تريفاندروم، كيرلا
- مستشفى نور الإسلام متعدد التخصصات، أرالومودو، تريفاندروم، ولاية كيرالا

## أنشطة

### إيرو كلوب
بدأ أيرو كلوب في عام 2011م بهدف تعزيز الاهتمام والمعرفة العملية في هندسة الطيران والفضاء. وهي تعقد بانتظام ورش العمل الجوية، ومحاضرات الضيوف، وعقد مؤتمرات الفيديو مع العلماء البارزين. كما تنظم فعاليات فنية في أفياتور- ندوة التكنولوجيا السنوية لهندسة الطيران.

### الأقمار الصناعية
أطلق مركز نور الإسلام للتعليم العالي القمر الصناعي الخاص به بمساعدة منظمة أبحاث الفضاء الهندية. سيستخدم القمر الصناعي آر إس 5 كرور، للتطبيقات الزراعية وتسهيل التعليم العالي. تصنع الأقمار الصناعية تحت إشراف دقيق من 18 موظف سابق في منظمة أبحاث الفضاء الهندية، وهم يعملون الآن في مركز نور الإسلام للتعليم العالي.

## روابط خارجية
- الموقع الرسمى.